# Chez Nous
Chez Nous (tj. U nás) je nizozemský hraný film z roku 2013, který režíroval Tim Oliehoek. Komedie popisuje snahu skupiny přátel a štamgastů za každou cenu zachránit gay bar před bankrotem. Snímek měl světovou premiéru na Nizozemském mezinárodním filmovém festivalu 2. října 2013.

## Děj
Chez Nous je gay bar v Amsterdamu, který už celá léta vede Adje. V baru se pravidelně setkávají přátelé Bertie, který zde zároveň bydlí a vystupuje na travestie představeních, Rachid, kterého se jeho arabská rodina zřekla, protože je gay, právník Peter Jan, který ještě nenašel odvahu říct rodičům pravdu o svém životě, a Gijs, který je heterosexuál, ale bydlí s rodinou hned naproti. Antje má problémy se srdcem, a když je po záchvatu převezen do nemocnice, přátelé zjistí, že má dluhy a na jeho majetek je vyhlášena veřejná dražba. Antje před svou smrtí požádá Petera Jana, aby našel Bertieho otce. Helmer Boni je však kriminálník. Bertie proto kontaktuje svého otce, aby jim pomohl ukrást náhrdelník vystavený v muzeu. V muzeu pracuje Rachid jako hlídač a spolu s ním také Ramon, do kterého je Rachid tajně zamilovaný. Ramon je však synem majitele sousedního baru, který by chtěl dům odkoupit, aby mohl rozšířit svůj podnik. Přátelé vypracují plán, jak během Gay Pride loupež provést.

## Obsazení
| Alex Klaasen          | Bertus (Bertie) |
| Achmed Akkabi         | Rachid          |
| Frederik Brom         | Peter Jan       |
| Tina de Bruin         | Babette         |
| Thomas Acda           | Gijs de Vries   |
| John Leddy            | Adje            |
| Peter Faber           | Helmer Boni     |
| Tobias Nierop         | Ramon           |
| Isa Hoes              | Hetty de Vries  |
| Jack Wouterse         | De Beer         |
| Frans van Deursen     | Onno            |
| Lady Galore           | Felicia         |
| Pelle Andringa        | Pelle           |
| Valentijn van Zomeren | Valentijn       |
| Anita Meyer           | sebe sama       |